# Papstesel

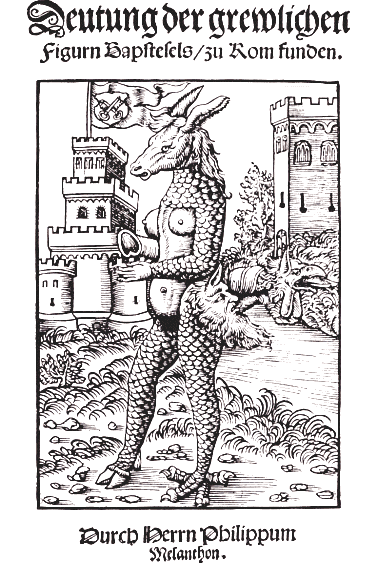
„Der Bapstesel zu Rom“, Holzschnitt

Der Papstesel („Der Bapstesel zu Rom“) ist Titel einer 1523 in Wittenberg von Martin Luther und Philipp Melanchthon herausgegebenen satirischen Flugschrift mit einem ebenso genannten Holzschnitt, der vermutlich nach einem italienischen Kupferstich kopiert worden ist.
Er stellt ein Ungeheuer dar, das angeblich 1496 tot im Tiber in Rom gefunden worden war: ein Fabeltier mit Eselskopf, Rumpf einer Frau, schuppigen Armen und Beinen, Ochsenhuf und Adlerklauen als Füßen, einer bärtigen Teufelsmaske über dem Hinterteil und in einen Drachenkopf ausgehendem Schweif; im Hintergrund die Engelsburg und das damalige päpstliche Staatsgefängnis (Torre di Nona), zwischen beiden der Tiber mit der Inschrift: „Tevere“ und dem Datum „Janvarii 1496“.
Ein Exemplar des italienischen Kupferstichoriginals ist bis jetzt noch nicht aufgefunden worden. Doch ist es sehr wahrscheinlich, dass es uns in einer Kopie des Kupferstechers und Goldschmiedes Wenzel von Olmütz erhalten worden ist, die vielleicht dem Wittenberger Holzschnitt als Vorbild gedient hat.
Konrad Lange sah in der Darstellung ein Spottbild auf die unter der Herrschaft des Papstes Alexander VI. entwürdigte und von Unheil aller Art heimgesuchte Roma, während andere darin nur eine der im Mittelalter gewöhnlichen Darstellungen von Fabeltieren erblickten, die erst in Deutschland von den Reformatoren als Satire auf das Papsttum ausgelegt und für agitatorische Zwecke benutzt worden war.